# 第13普通科連隊
第13普通科連隊（だいじゅうさんふつうかれんたい、英語: JGSDF 13th Infantry Regiment(Light)）は、陸上自衛隊松本駐屯地（長野県松本市）に駐屯する第12旅団隷下の普通科連隊（軽）である。

## 概要
連隊本部、本部管理中隊、3個普通科中隊および重迫撃砲中隊により編成される。連隊長は1等陸佐（三）が充てられ、松本駐屯地司令を兼務している。
明治41年より松本市に駐屯し陸軍一の健脚を誇る「山岳聯隊」として名を馳せた帝国陸軍歩兵第50連隊の伝統を強く受け継ぐ部隊である。そのため、関山演習場や富士地区演習場を使用した通常の訓練の他、アルプスの山々を使用した山地機動訓練が行われている。
また、第12旅団所属の連隊持ち回りで行われているレンジャー訓練のうち、第13普通科連隊が担当する物は山岳レンジャー（アルペンレンジャー）訓練と呼ばれている。これは陸上自衛隊唯一のものであり、冬季戦技教育隊の冬季遊撃レンジャーや第1空挺団の空挺レンジャーと並んで有名なものとなっている。この訓練のためか、隊員の間では「クレイジーサーティーン」の愛称で親しまれている。

## 沿革
- 1954年（昭和29年）9月25日：第2普通科連隊第1大隊を基幹として第1管区隊第13普通科連隊（第3大隊欠）が松本駐屯地において編成完結。
- 1956年（昭和31年）1月25日：第1普通科連隊第2大隊（新町駐屯地）を第3大隊として編入。
- 1960年（昭和35年）1月14日：東部方面隊新編により、同隷下に編入。
- 1962年（昭和37年）1月18日：第12師団新編により、同師団隷下に編入され連隊再編。

1. 本部管理中隊および4個普通科中隊、重迫撃砲中隊編成となる。
2. 第3大隊（新町駐屯地）を母体に第34普通科連隊が新町駐屯地に新編。

- 1964年（昭和39年）9月15日：東京オリンピック支援（11月5日まで、連隊長が選手村支援群を兼補）。
- 1991年（平成03年）3月29日：師団近代化への改編により、自動車化。
- 1998年（平成10年）1月20日：長野オリンピックを支援（2月24日まで、連隊長が滑走協力隊長を兼補）。
- 2001年（平成13年）3月27日：第12師団の旅団化に伴う改編。

1. 軽普通科連隊へ改編され、連隊規模が3個普通科中隊基幹に縮小。第4普通科中隊、重迫撃砲中隊を廃止。
2. 連隊長の指定階級が1等陸佐（二）から1等陸佐（三）に変更。
3. 後方支援体制変換に伴い、整備部門を第12後方支援隊第2整備中隊第2普通科直接支援小隊へ移管。

- 2014年（平成26年）
  - 9月2日〜9月22日：アメリカ合衆国ワシントン州ヤキマ演習場において平成２６年度米国における米陸軍との実動訓練「ライジングサンダー」に参加。
  - 9月27日：御嶽山噴火に伴い、阿部守一長野県知事の要請により御嶽山周辺に災害派遣。ライジングサンダー参加から帰国直後、阿部知事から撤収要請を受ける10月16日まで人命救助を実施した[3]。
- 2023年（令和05年）3月16日：本部管理中隊重迫撃砲小隊を廃止・改編し、重迫撃砲中隊が再編[4]。

## 部隊編成
- 第13普通科連隊本部
- 本部管理中隊「13普-本」
  - 中隊本部
  - 連隊本部班：82式指揮通信車
  - 対戦車小隊：中距離多目的誘導弾
  - 情報小隊：軽装甲機動車、偵察用オートバイ
  - 施設作業小隊：小型ドーザ、資材運搬車
  - 通信小隊
  - 補給小隊：3 1/2tトラック
  - 衛生小隊：1トン半救急車
  - 狙撃班
- 第1普通科中隊「13普-1」：高機動車、81mm迫撃砲 L16、01式軽対戦車誘導弾
- 第2普通科中隊「13普-2」：高機動車、81mm迫撃砲 L16、01式軽対戦車誘導弾
- 第3普通科中隊「13普-3」：軽装甲機動車、81mm迫撃砲 L16、01式軽対戦車誘導弾
- 重迫撃砲中隊「13普-重」：120mm迫撃砲 RT

## 整備支援部隊
- 第12後方支援隊第2整備中隊第2普通科直接支援小隊「12後支-2整」（松本駐屯地）：2001年（平成13年）3月27日から

## 主要幹部
| 官職名                             | 階級    | 氏名       | 補職発令日     | 前職                                 |
| ---------------------------------- | ------- | ---------- | -------------- | ------------------------------------ |
| 第13普通科連隊長 兼 松本駐屯地司令 | 1等陸佐 | 秋山伸太郎 | 2023年08月01日 | 陸上幕僚監部人事教育部人事教育計画課 |

| 代 | 氏名       | 在職期間                        | 前職                                        | 後職                                       |
| -- | ---------- | ------------------------------- | ------------------------------------------- | ------------------------------------------ |
| 01 | 家重彰     | 1954年09月25日 - 1955年05月23日 | 陸上幕僚監部幕僚庶務室勤務                  | 第1管区総監部付                            |
| 02 | 東愛吉     | 1955年05月24日 - 1957年08月11日 | 陸上自衛隊幹部学校学校教官                  | 陸上幕僚監部第5部勤務                      |
| 03 | 高尾恭三   | 1957年08月12日 - 1960年07月31日 | 陸上幕僚監部所属 防衛大学校派遣勤務         | 東部方面総監部付                           |
| 04 | 下田不二男 | 1960年08月01日 - 1962年03月15日 | 陸上幕僚監部第4部運営班長                   | 第10師団司令部幕僚長                       |
| 05 | 北島善行   | 1962年03月16日 - 1964年03月15日 | 自衛隊大分地方連絡部長                      | 中央調査隊長                               |
| 06 | 広谷次夫   | 1964年03月16日 - 1966年03月15日 | 陸上自衛隊幹部学校企画室勤務                | 東部方面総監部第3部長                      |
| 07 | 竹中義男   | 1966年03月16日 - 1967年07月16日 | 統合幕僚会議事務局第5幕僚室勤務             | 陸上幕僚監部第3部防衛班長                  |
| 08 | 吉松秀信   | 1967年07月17日 - 1969年07月15日 | 陸上幕僚監部第3部業務計画班長               | 東部方面総監部幕僚副長                     |
| 09 | 向井慶幸   | 1969年07月16日 - 1971年07月15日 | 東部方面総監部第1部勤務                     | 陸上幕僚監部監理部管理班長 兼 同部審査班長 |
| 10 | 村井澄夫   | 1971年07月16日 - 1973年07月15日 | 自衛隊群馬地方連絡部長                      | 北部方面総監部第1部長                      |
| 11 | 中江正夫   | 1973年07月16日 - 1975年03月16日 | 陸上幕僚監部第2部情報第1班長                | 陸上幕僚監部第2部副部長                    |
| 12 | 村田昭治   | 1975年03月17日 - 1977年03月15日 | 中央資料隊勤務                              | 中央資料隊副隊長                           |
| 13 | 五十嵐晃   | 1977年03月16日 - 1978年11月30日 | 陸上幕僚監部第2部情報第1班長                | 北部方面総監部幕僚副長                     |
| 14 | 大神多加喜 | 1978年12月01日 - 1981年03月15日 | 統合幕僚会議事務局第3幕僚室勤務             | 第1師団司令部幕僚長                        |
| 15 | 百瀬友宏   | 1981年03月16日 - 1983年03月15日 | 陸上幕僚監部調査部調査第2課 調査第1班長     | 陸上幕僚監部調査部調査第2課長              |
| 16 | 冨澤暉     | 1983年03月16日 - 1985年03月15日 | 陸上幕僚監部防衛部防衛課 業務計画班長       | 陸上幕僚監部人事部補任課長                 |
| 17 | 川名正弘   | 1985年03月16日 - 1987年03月15日 | 陸上幕僚監部防衛部防衛課 防衛班長           | 東北方面総監部幕僚副長 （陸将補昇任）      |
| 18 | 松園忠臣   | 1987年03月16日 - 1989年03月15日 | 第13師団司令部第3部長                       | 北部方面総監部防衛部長                     |
| 19 | 中畑公孝   | 1989年03月16日 - 1989年07月31日 | 陸上幕僚監部教育訓練部訓練課 教範・教養班長 | 陸上自衛隊幹部学校研究員                   |
| 20 | 川邊武巳   | 1989年08月01日 - 1991年06月30日 | 陸上自衛隊幹部学校研究員                    | 陸上自衛隊幹部学校主任教官                 |
| 21 | 後藤英二   | 1991年07月01日 - 1993年06月30日 | 陸上幕僚監部人事部人事計画課 予備自衛官班長 | 自衛隊福井地方連絡部長                     |
| 22 | 相楽允     | 1993年07月01日 - 1995年06月29日 | 自衛隊島根地方連絡部長                      | 東北方面総監部人事部長                     |
| 23 | 那須誠     | 1995年06月30日 - 1997年03月25日 | 陸上幕僚監部防衛部運用課 国際協力室長       | 東北方面総監部防衛部長                     |
| 24 | 牧幸生     | 1997年03月26日 - 1999年12月09日 | 第5師団司令部第3部長                        | 東北方面総監部防衛部長                     |
| 25 | 黒木三治   | 1999年12月10日 - 2002年07月31日 | 陸上自衛隊幹部学校学校教官                  | 西部方面総監部総務部総務課長               |
| 26 | 小森一生   | 2002年08月01日 - 2003年11月30日 | 陸上自衛隊幹部学校付                        | 陸上幕僚監部監理部総務課 企画班長          |
| 27 | 村永次郎   | 2003年12月01日 - 2005年12月04日 | 陸上自衛隊幹部学校学校教官                  | 陸上自衛隊研究本部研究員                   |
| 28 | 堀切光彦   | 2005年12月05日 - 2008年03月25日 | 陸上自衛隊研究本部研究員                    | 陸上自衛隊研究本部研究員                   |
| 29 | 三上繁     | 2008年03月26日 - 2010年07月31日 | 第14旅団司令部第3部長                       | 自衛隊和歌山地方協力本部長                 |
| 30 | 横山義明   | 2010年08月01日 - 2012年07月31日 | 陸上自衛隊研究本部研究員                    | 第11旅団司令部第3部長                      |
| 31 | 後藤孝     | 2012年08月01日 - 2015年03月31日 | 西部方面総監部総務部総務課長                | 自衛隊長野地方協力本部長                   |
| 32 | 平田雄嗣   | 2015年04月01日 - 2017年03月22日 | 陸上自衛隊冬季戦技教育隊長                  | 第2陸曹教育隊長                            |
| 33 | 岩原傑     | 2017年03月23日 - 2019年07月31日 | 中部方面総監部総務部広報室長                | 退職                                       |
| 34 | 伊藤裕一   | 2019年08月01日 - 2021年07月31日 | 水陸機動教育隊長                            | 東部方面総監部総務部総務課長               |
| 35 | 鏡森直樹   | 2021年08月01日 - 2023年07月31日 | 西部方面総監部防衛部訓練課長                | 対馬警備隊長 兼 対馬駐屯地司令             |
| 36 | 秋山伸太郎 | 2023年08月01日 -                | 陸上幕僚監部人事教育部 人事教育計画課       |                                            |

## 主要装備
- 軽装甲機動車
- 高機動車

- 1/2tトラック / 73式小型トラック
- 1 1/2tトラック / 73式中型トラック
- 3 1/2tトラック / 73式大型トラック

- 9mm拳銃
- 9mm機関けん銃
- 89式5.56mm小銃
- M24対人狙撃銃
- 5.56mm機関銃MINIMI
- 110mm個人携帯対戦車弾
- 01式軽対戦車誘導弾
- 中距離多目的誘導弾
- 81mm迫撃砲 L16
- 120mm迫撃砲 RT

## 部隊改編
1962年（昭和37年）1月18日第12師団新編時
- 第13普通科連隊本部
- 本部管理中隊「13普-本」
- 第1普通科中隊「13普-1」
- 第2普通科中隊「13普-2」
- 第3普通科中隊「13普-3」
- 第4普通科中隊「13普-4」
- 重迫撃砲中隊「13普-重」

## 廃止（改編）部隊
- 2001年（平成13年）3月26日廃止
  - 第13普通科連隊第4普通科中隊「13普-4」：
  - 第13普通科連隊重迫撃砲中隊「13普-重」：第13普通科連隊本部管理中隊重迫撃砲小隊に縮小改編。
- 2023年（令和05年）3月15日
  - 第13普通科連隊本部管理中隊重迫撃砲小隊「13普-本」：第13普通科連隊重迫撃砲中隊に増強改編。